# Liste der Naturdenkmale im Amt Rostocker Heide
Die Liste der Naturdenkmale im Amt Rostocker Heide nennt die Naturdenkmale im Amt Rostocker Heide im Landkreis Rostock in Mecklenburg-Vorpommern.

## Bentwisch
| Bild | Nr. | Bezeichnung | Standort                                                      | Beschreibung | Schutzzweck | Verordnung                                                                                   |
| ---- | --- | ----------- | ------------------------------------------------------------- | ------------ | ----------- | -------------------------------------------------------------------------------------------- |
| BW   |     | Weide       | Groß Kussewitz Eschenstraße (54° 7′ 22,4″ N, 12° 15′ 44,9″ O) |              |             | 2. Nachtragsverordnung zur Sicherung von Naturdenkmalen im Kreise Rostock - Land, 15.02.1940 |

## Blankenhagen
| Bild | Nr.         | Bezeichnung               | Standort                                                            | Beschreibung | Schutzzweck | Verordnung                                                                                   |
| ---- | ----------- | ------------------------- | ------------------------------------------------------------------- | ------------ | ----------- | -------------------------------------------------------------------------------------------- |
| BW   |             | 2 Eiben                   | Mandelshagen Cordshagen (54° 8′ 27,7″ N, 12° 20′ 11,2″ O)           |              |             | Verordnung zur Sicherung von Naturdenkmalen im Kreise Rostock, 28.01.1939                    |
| BW   |             | 4 Eichen                  | Blankenhagen (54° 10′ 37,4″ N, 12° 21′ 50,4″ O)                     |              |             | 4. Nachtragsverordnung zur Sicherung von Naturdenkmalen im Kreise Rostock - Land, 21.11.1940 |
| BW   |             | Kleiner Stein             | Mandelshagen Billenhagener Forst (54° 7′ 31,7″ N, 12° 22′ 51″ O)    |              |             | 4. Nachtragsverordnung zur Sicherung von Naturdenkmalen im Kreise Rostock - Land, 21.11.1940 |
| BW   |             | Esche                     | Blankenhagen Behnkenhäger Straße 9 (54° 10′ 17,7″ N, 12° 20′ 24″ O) |              |             | Beschluss Nr. 6 aus 1956 unter der laufenden Nr. 182, 23.10.1986                             |
| BW   | fnd_dbr_044 | Schmiedemoor Dänschenburg | (54° 7′ 57,2″ N, 12° 23′ 22,7″ O)                                   |              |             | Beschluss des Rates des Kreises Rostock Nr. 145-22/86 vom 23.10.1986                         |

## Gelbensande
| Bild | Nr. | Bezeichnung                             | Standort                                                                        | Beschreibung | Schutzzweck | Verordnung                                                                                   |
| ---- | --- | --------------------------------------- | ------------------------------------------------------------------------------- | ------------ | ----------- | -------------------------------------------------------------------------------------------- |
| BW   |     | Hundeeiche                              | Hirschburg Glänsädschneise (54° 14′ 27,1″ N, 12° 18′ 42,4″ O)                   |              |             | Verordnung zur Sicherung von Naturdenkmalen im Kreise Rostock, 28.01.1939                    |
| BW   |     | Elsbeere                                | Willershagen (54° 12′ 12,4″ N, 12° 20′ 23,6″ O)                                 |              |             | 4. Nachtragsverordnung zur Sicherung von Naturdenkmalen im Kreise Rostock - Land, 21.11.1940 |
| BW   |     | Eiche                                   | Willershagen (54° 12′ 11,6″ N, 12° 21′ 43,8″ O)                                 |              |             | 4. Nachtragsverordnung zur Sicherung von Naturdenkmalen im Kreise Rostock - Land, 21.11.1940 |
| BW   |     | Eichenallee                             | Gelbensande Eichenallee (54° 12′ 0″ N, 12° 18′ 19,8″ O)                         |              |             | 2. Beschluss des Rates des Kreises Rostock - Land, 25.07.1956                                |
| BW   |     | 3 ha Buchen                             | Gelbensande (54° 12′ 41,5″ N, 12° 19′ 6,2″ O)                                   |              |             | 3. Beschluss des Rates des Kreises Rostock - Land, 29.01.1957                                |
| BW   |     | Eiche                                   | Gelbensande Klockmann-Schneise (54° 12′ 58,3″ N, 12° 17′ 46,3″ O)               |              |             | 3. Beschluss des Rates des Kreises Rostock - Land, 29.01.1957                                |
| BW   |     | Eiche                                   | Gelbensande Cottaschneise (54° 12′ 59,8″ N, 12° 17′ 45,3″ O)                    |              |             | 3. Beschluss des Rates des Kreises Rostock - Land, 29.01.1957                                |
| BW   |     | Stieleiche                              | Gelbensande Schlemminschneise (54° 13′ 48,9″ N, 12° 17′ 6″ O)                   |              |             | 3. Beschluss des Rates des Kreises Rostock - Land, 29.01.1957                                |
| BW   |     | Eiche                                   | Hirschburg mit Müritz Dankelmannschneise (54° 14′ 54,7″ N, 12° 17′ 24,4″ O)     |              |             | 3. Beschluss des Rates des Kreises Rostock - Land, 29.01.1957                                |
| BW   |     | Weymouthkiefernkopf (2 Weymouthkiefern) | Gelbensande Schlemminschneise (54° 14′ 0,1″ N, 12° 18′ 20,8″ O)                 |              |             | 3. Beschluss des Rates des Kreises Rostock - Land, 29.01.1957                                |
| BW   |     | Rotbuchenverwachsungen                  | Hirschburg-Gelbensande Kalkhorstschneise (54° 13′ 57,4″ N, 12° 18′ 15,7″ O)     |              |             | 3. Beschluss des Rates des Kreises Rostock - Land, 29.01.1957                                |
| BW   |     | Stieleiche                              | Gelbensande Ahornweg (54° 12′ 3,2″ N, 12° 18′ 8,5″ O)                           |              |             | Beschluss Nr. 145-22/86 des Kreistages Rostock-Land, 23.10.1986                              |
| BW   |     | Stieleiche                              | Gelbensande Meyers Hausstellen Weg (54° 12′ 11,7″ N, 12° 17′ 59,4″ O)           |              |             | Beschluss Nr. 145-22/86 des Kreistages Rostock-Land, 23.10.1986                              |
| BW   |     | Rotbuche                                | Gelbensande Hirschburger Weg (54° 12′ 29,3″ N, 12° 18′ 9,9″ O)                  |              |             | Beschluss Nr. 145-22/86 des Kreistages Rostock-Land, 23.10.1986                              |
| BW   |     | Stieleiche                              | Gelbensande Hirschburger Weg (54° 12′ 31,6″ N, 12° 18′ 10,9″ O)                 |              |             | Beschluss Nr. 145-22/86 des Kreistages Rostock-Land, 23.10.1986                              |
| BW   |     | Stieleiche                              | Gelbensander Forst (54° 13′ 3,5″ N, 12° 17′ 30,9″ O)                            |              |             | Beschluss Nr. 145-22/86 des Kreistages Rostock-Land, 23.10.1986                              |
| BW   |     | Kiefer                                  | Gelbensande Dankelmannschneise (54° 12′ 37,2″ N, 12° 17′ 1,6″ O)                |              |             | Beschluss Nr. 145-22/86 des Kreistages Rostock-Land, 23.10.1986                              |
| BW   |     | Stieleiche                              | Gelbensande Dankelmannschneise (54° 12′ 54,3″ N, 12° 17′ 3,8″ O)                |              |             | Beschluss Nr. 145-22/86 des Kreistages Rostock-Land, 23.10.1986                              |
| BW   |     | Wildapfel                               | Gelbensande Dankelmannschneise (54° 13′ 8,9″ N, 12° 17′ 6,3″ O)                 |              |             | Beschluss Nr. 145-22/86 des Kreistages Rostock-Land, 23.10.1986                              |
| BW   |     | Stieleiche                              | Gelbensande Dankelmannschneise (54° 13′ 16,9″ N, 12° 17′ 7,9″ O)                |              |             | Beschluss Nr. 145-22/86 des Kreistages Rostock-Land, 23.10.1986                              |
| BW   |     | Rotbuche                                | Hirschburg-Gelbensande Schnakenrieh-Schneise (54° 13′ 33,3″ N, 12° 17′ 25,4″ O) |              |             | Beschluss Nr. 145-22/86 des Kreistages Rostock-Land, 23.10.1986                              |
| BW   |     | Holzapfel                               | Gelbensande Totenbruchswiesen (54° 13′ 12,6″ N, 12° 16′ 32,6″ O)                |              |             | Beschluss Nr. 145-22/86 des Kreistages Rostock-Land, 23.10.1986                              |
| BW   |     | 6 Eichen                                | Hirschburg mit Müritz (54° 13′ 28,2″ N, 12° 16′ 14,3″ O)                        |              |             | Beschluss Nr. 145-22/86 des Kreistages Rostock-Land, 23.10.1986                              |
| BW   |     | Buche                                   | Hirschburg mit Müritz (54° 13′ 45,1″ N, 12° 16′ 22,9″ O)                        |              |             | Beschluss Nr. 145-22/86 des Kreistages Rostock-Land, 23.10.1986                              |
| BW   |     | Eiche                                   | Hirschburg mit Müritz Stromgraben (54° 14′ 24,3″ N, 12° 16′ 6,2″ O)             |              |             | Beschluss Nr. 145-22/86 des Kreistages Rostock-Land, 23.10.1986                              |
| BW   |     | Elsbeere                                | Gelbensande Forst Schlemminschneise (54° 13′ 59,3″ N, 12° 18′ 16,8″ O)          |              |             | Beschluss Nr. 145-22/86 des Kreistages Rostock-Land, 23.10.1986                              |

## Mönchhagen
| Bild | Nr. | Bezeichnung | Standort                                                  | Beschreibung | Schutzzweck | Verordnung                                                                                   |
| ---- | --- | ----------- | --------------------------------------------------------- | ------------ | ----------- | -------------------------------------------------------------------------------------------- |
| BW   |     | Eibe        | Mönchhagen Unterdorf 18 (54° 9′ 18,9″ N, 12° 12′ 37,7″ O) |              |             | 2. Nachtragsverordnung zur Sicherung von Naturdenkmalen im Kreise Rostock - Land, 15.02.1940 |
| BW   |     | Eibe        | Mönchhagen Unterdorf 35 (54° 9′ 34,7″ N, 12° 11′ 28,1″ O) |              |             | Beschluss Nr. 145-22/86 des Kreistages Rostock-Land, 23.10.1986                              |

## Rövershagen
| Bild | Nr.         | Bezeichnung             | Standort                                         | Beschreibung | Schutzzweck | Verordnung                                                           |
| ---- | ----------- | ----------------------- | ------------------------------------------------ | ------------ | ----------- | -------------------------------------------------------------------- |
| BW   |             | 3 Linden                | Rövershagen (54° 10′ 27,4″ N, 12° 14′ 32,4″ O)   |              |             | 2. Beschluss des Rates des Kreises Rostock - Land, 25.07.1956        |
| BW   |             | Rotbuche (Hängeb.)      | Rövershagen (54° 10′ 36,4″ N, 12° 13′ 47,1″ O)   |              |             | 6. Beschluss des Rates des Kreises Rostock - Land, 01.08.1962        |
| BW   |             | Stieleiche              | Schwarzenpfost (54° 10′ 57,5″ N, 12° 18′ 3,7″ O) |              |             | Beschluss Nr. 145-22/86 des Kreistages Rostock-Land, 23.10.1986      |
| BW   |             | Stieleiche              | Schwarzenpfost (54° 10′ 57,3″ N, 12° 18′ 2,7″ O) |              |             | Beschluss Nr. 145-22/86 des Kreistages Rostock-Land, 23.10.1986      |
| BW   |             | Stieleiche              | Schwarzenpfost (54° 10′ 59,4″ N, 12° 18′ 1,8″ O) |              |             | Beschluss Nr. 145-22/86 des Kreistages Rostock-Land, 23.10.1986      |
| BW   | fnd_dbr_037 | Feuchtwiese Gelbensande | (54° 11′ 43,1″ N, 12° 17′ 57,8″ O)               |              |             | Beschluss des Rates des Kreises Rostock Nr. 145-22/86 vom 23.10.1986 |